# Vágar
Vágar hoặc Vágoy (tiếng Đan Mạch: Vågø) là 1 đảo của Quần đảo Faroe, nằm ở phía tây đảo Streymoy, nơi có phi trường Vágar là phi trường duy nhất của Quần đảo, được quân đội Anh xây dựng trong thời kỳ Chiến tranh thế giới thứ hai.
Đảo có 6 làng có cư dân là Sandavágur, Miðvágur, Vatnsoyrar, Sørvágur, Bøur, và Gásadalur.
Từ năm 2002 Vágar được nối liền với đảo Streymoy bằng 1 đường hầm dưới biển, dài khoảng trên 4 km gọi là đường hầm Vágar. Phía tây Vágar là Tindhólmur và đảo Mykines.
Vágar có 2 hồ lớn nhất quần đảo là hồ Sørvágsvatn và Fjallavatn, nơi dạo chơi rất được dân cư và du khách ưa thích. Làng Vatnsoyrar, nằm gần phi trường Vágar, là làng duy nhất của quần đảo không nằm bên bờ biển. Nơi đây, quân đội Anh đã đóng trại trong thời kỳ Chiến tranh thế giới thứ hai.

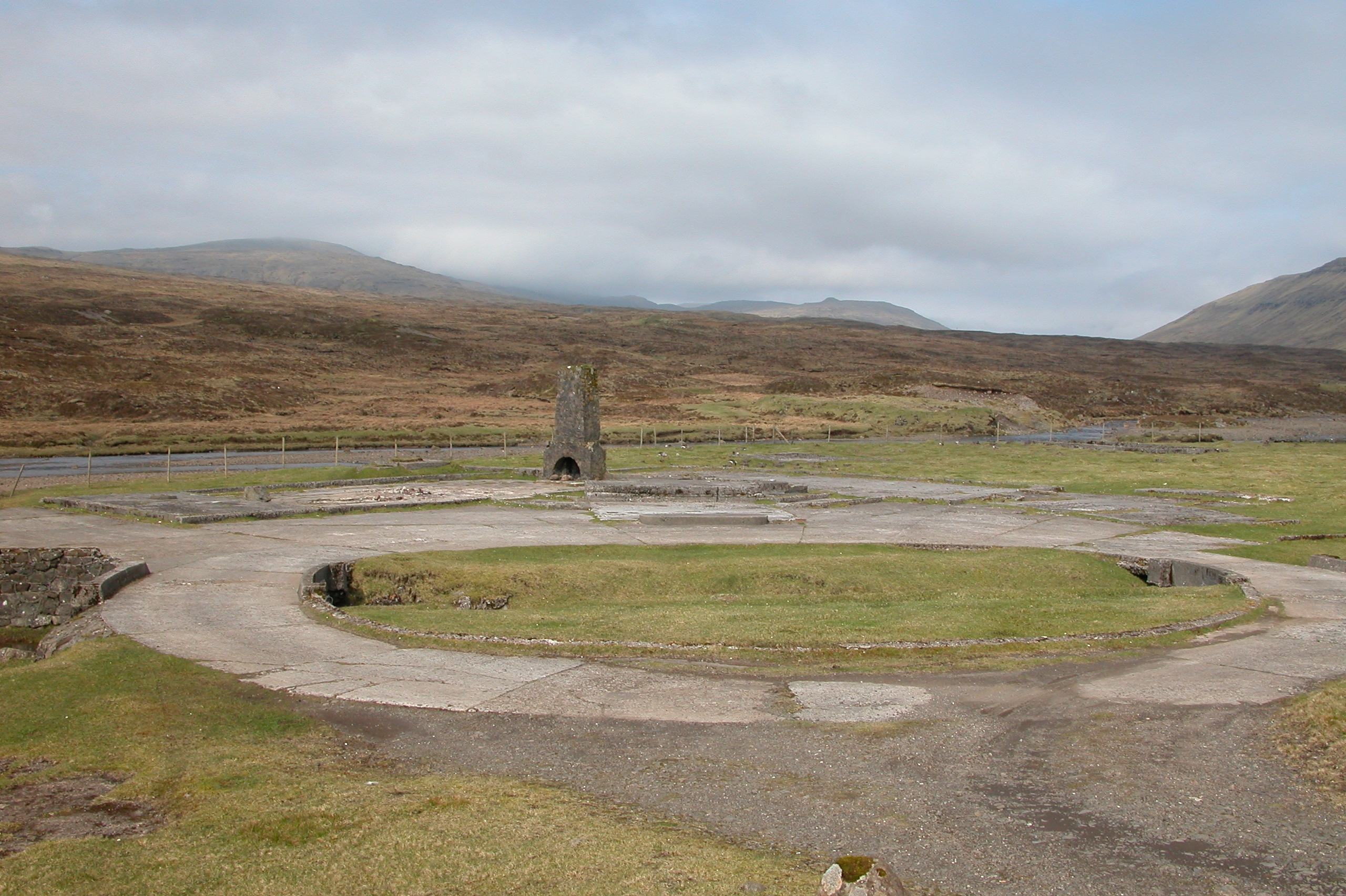
Di tích Trại của Quân đội Anh ở Vatnsoyrar.

Ở miền tây của Vágar có 2 làng Bøur và Gásadalur. Cho tới năm 2004 làng Gásadalur không có đường giao thông nối với các nơi khác. Cùng năm, 1 đường hầm đã được khai trương bởi nhân viên bưu điện của làng, trước đó nhân viên bưu điện phải đi vòng quãng đường xa qua núi để tới Bøur. Hai làng biệt lập trên đảo là Víkar và Slættanes đã bị bỏ hoang tuư năm 1910 và 1964.
[[Kép:Sorvagur, faroe islands, view on mykines.jpg|bélyegkép|300px|Làng Sørvágur, phía sau là đảo Mykines]]

## Các núi đá lớn
| Tên          | Độ cao |
| ------------ | ------ |
| Árnafjall    | 722 m  |
| Eysturtindur | 714 m  |
| Húsafelli    |        |

## Các hồ lớn
| Tên           | Diện tích |
| ------------- | --------- |
| Sørvágsvatn   | 3.4 km²   |
| Fjallavatn    | 1.02 km²  |
| Vatnsdalsvatn |           |
| Kvilkinnavatn |           |

## Các thác nước
- Bøsdalafossur
- Múlafossur
- Reipsáfossur

## Các đảo nhỏ và núi đá ngoài biển
- Tindhólmur
- Gáshólmur
- Skerhólmur
- Trøllkonufingur
- Dunnusdrangar
- Filpusardrangur
- Drangarnir - Lítli Drangur, Stóri Drangur

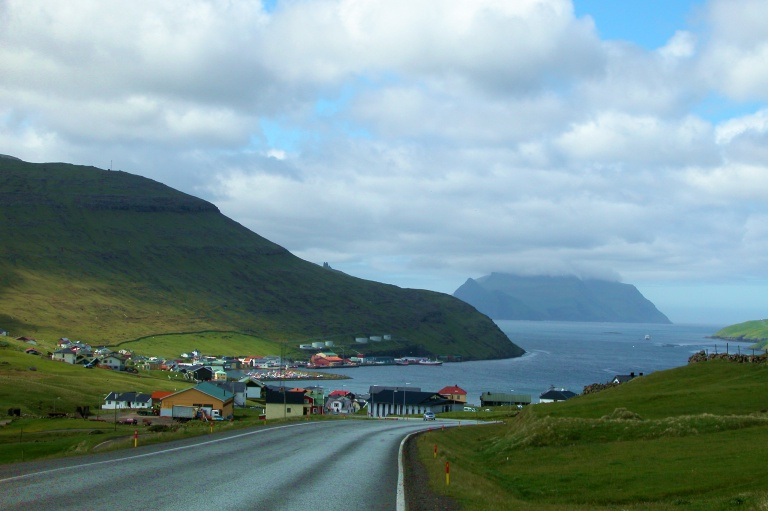
Sørvágur và Mykines
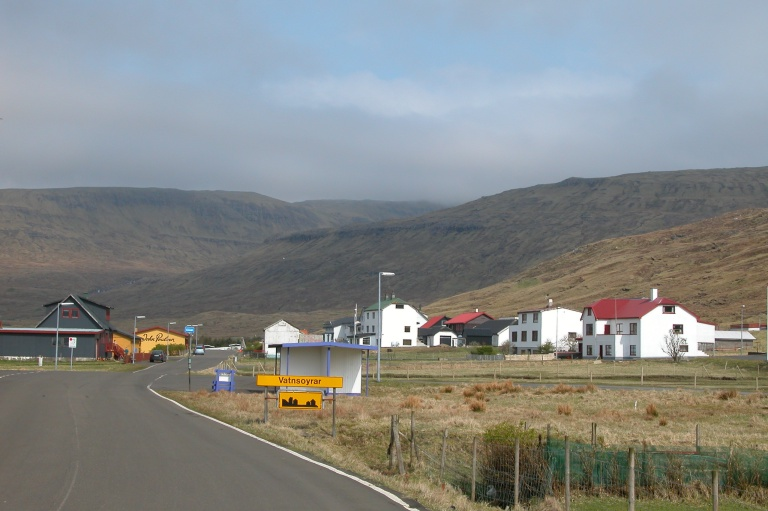
Vatnsoyrar
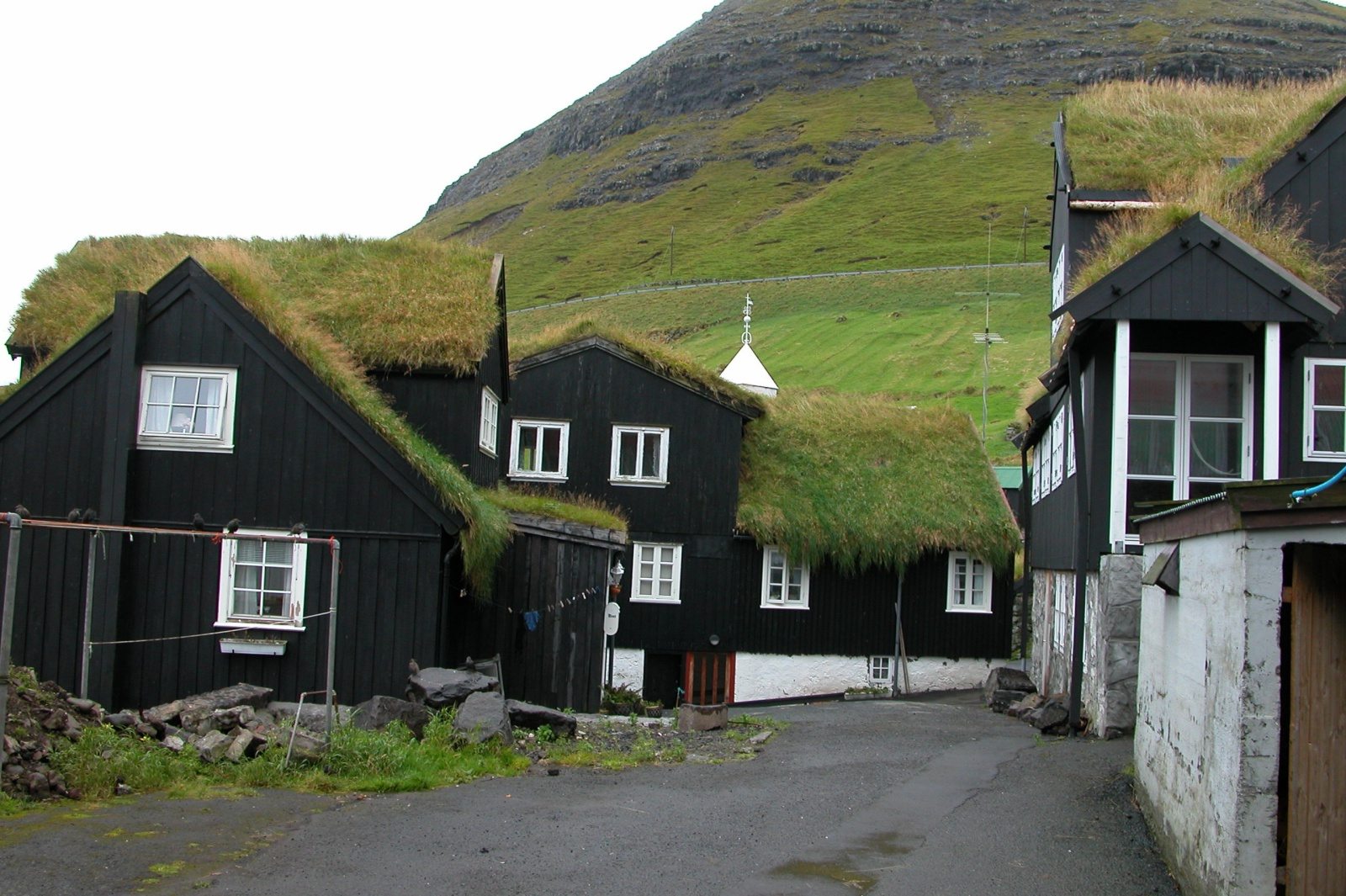
Bøur
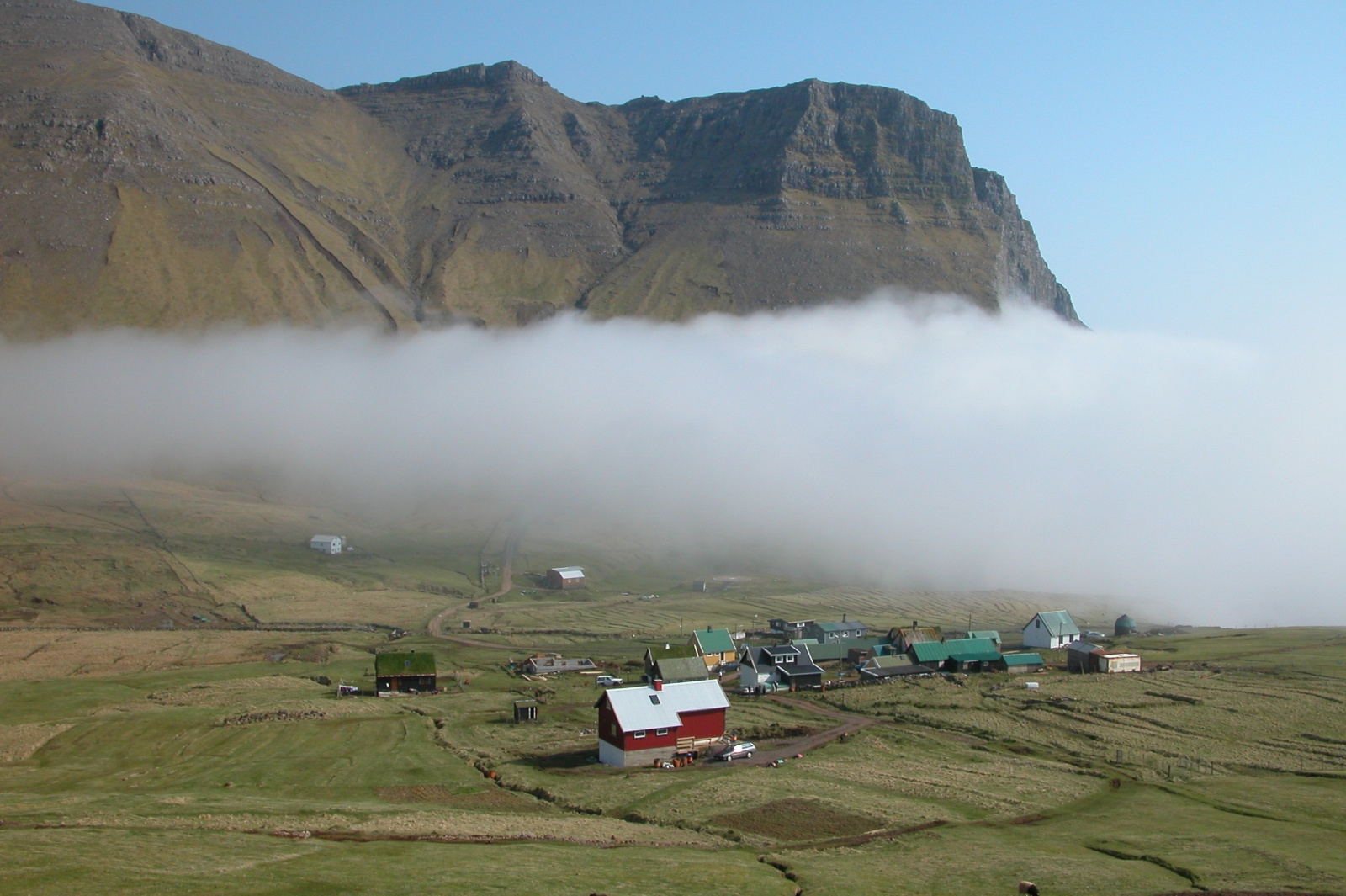
Gásadalur